# Zdzisław Sadowski (podporucznik)

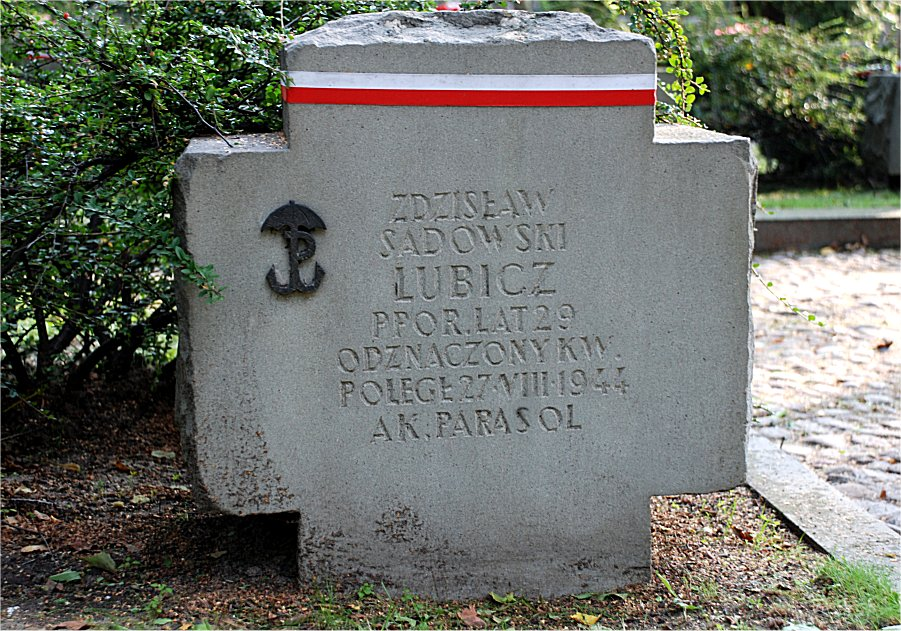
Grób na Powązkach Wojskowych

Zdzisław Sadowski ps. Lubicz (ur. 1915 w Płocicznie, zm. 27 sierpnia 1944 w Warszawie) – podporucznik, powstaniec warszawski w kwatermistrzostwie batalionu „Parasol” Zgrupowania „Radosław” Armii Krajowej. 

## Życiorys
Syn Edwarda Sadowskiego i Michaliny Sadowskiej z domu Jakóbowskiej. Jego ojciec był mechanikiem i kierownikiem tartaku w Płocicznie, a następnie mechanikiem w elektrowni w Mławie, gdzie Sadowski uczęszczał do szkoły. W 1938 r. ukończył tamtejsze seminarium nauczycielskie, po czym przeprowadził się do Warszawy, gdzie rozpoczął pracę jako nauczyciel. W 1939 r. brał udział w obronie miasta. Wstąpił do Związku Walki Zbrojnej na samym początku jego działalności. Pełnił tam funkcję łącznika między szefem służby sanitarnej obwodu Warszawa Wola a pułkownikiem Julianem Królikowskim ze sztabu ZWZ. Później został wprowadzony przez swojego wuja Cypriana Sadowskiego (ps. Skiba) do oddziału „Pegaz” (późniejszy „Parasol”). W okresie okupacji hitlerowskiej był jednocześnie zatrudniony jako kierownik zaopatrzenia w Miejskich Zakładach Komunikacyjnych, co znacznie mu ułatwiało organizowanie zapasów żywnościowych dla żołnierzy „Parasola” na wypadek powstania.
Uczestniczył w powstaniu warszawskim – walczył na Woli i w Starym Mieście. Poległ 27 sierpnia w obronie pałacu Krasińskich. Miał 29 lat. Wraz z nim zginęli tego dnia Rafał Sekel i Marian Buczyński. Zdzisław Sadowski został pochowany w kwaterach żołnierzy i sanitariuszek batalionu „Parasol” na Wojskowych Powązkach w Warszawie (kwatera A24-9-13).
Odznaczony Krzyżem Walecznych.